# Kannjawou
Kannjawou est un roman haïtien de Lyonel Trouillot, publié en 2016 en français par les éditions Actes Sud.

## Contexte
L'action contemporaine se situe après le séisme de 2010 en Haïti, et/ou pendant la Mission des Nations unies pour la stabilisation en Haïti (2004-2017), quand l'aide internationale s'est durablement installée.
La grande référence historique haïtienne, rapportée par Man Jeanne, est l'occupation d'Haïti par les États-Unis (1915-1934) et la figure du révolutionnaire nationaliste Charlemagne Péralte (1885-1919).
L'entre-deux (1934-2010), dont les dictatures récentes, dont celles des Duvalier (1957-1986), reste presque secondaire par rapport aux occupations étrangères. Man Jeanne rappelle aussi les joies (dont le départ des derniers marines), les fêtes (kannjawou), les carnavals d'autrefois, et la magnifique voix de Lumane Casimir (1917-1953).

## Trame narrative
Dans les années 2011-2015, en Haïti, dans le grand Port-au-Prince, plutôt à l'ouest, du côté de Léogâne (arrondissement de Léogâne), la Rue de l'Enterrement, mène à un grand cimetière, que les pilleurs de tombe perturbent la nuit.
Dans ce quartier populaire, un groupe de cinq lettrés, étudiants en licence, certains (Popol Wodné) enseignant en collèges (privés), s'occupent bénévolement d'un centre culturel associatif autogéré, à destination des enfants du quartier, avec ou sans parents, dont Hans et Vladimir. Un enseignant de sciences humaines de l'Université (publique) commence à y intervenir, en lecture. 
La bande des cinq réunit, depuis la petite enfance, cinq voisins, nés vers 1980-1990, unis surtout depuis un fameux cyclone volontairement subi au cimetière, les sœurs Sophonie et Joëlle, les frères Popol et l'anonyme narrateur, et Wodné. Sophonie et Popol forment un couple fusionnel, Wodné et Joëlle un couple plus radical. Le narrateur (24 ans) est pris par l'écriture, depuis qu'on lui a confié un carnet à six ans, et qu'on lui a conseillé d'enregistrer le monde. Il est déjà détaché, dévoyé : il rédige des mémoires pour des étudiants plus riches, il corrige des copies de Jacques, avec qui il discute aussi et surtout de romans, dont ils sont tous deux lecteurs excessifs.
Le bar Kannjawou où sert Sophonie en soirée le samedi et le mercredi, est le lieu des rencontres entre deux populations, la partie supérieure de la ville, et ici surtout les déboussolés du samedi et la partie inférieure, dont les étalons noirs  ou ceux (le narrateur et Popol) qui sur un muret attendent la fermeture pour raccompagner Sophonie. Les vitres fumées des voitures de luxe et des véhicules officiels ne facilitent pas la rencontre. Une preuve en est Sandrine, expatriée, experte en communication et en constitution, mais pas en relations humaines. Les forces militaires de la Mission des Nations unies pour la stabilisation en Haïti (2004-2017) sont la partie la plus visible de l'Occupation, de la soumission aux puissances étrangères que le pouvoir haïtien a laissé entrer.

## Réception de la critique
La recension est très favorable à ce roman de la colère,,.
Le roman a été à l'honneur dans le cadre de la sixième édition de Marathon du Livre en 2016  

## Éditions
- Kannjawou, Arles, Actes Sud, 2016, 198 pages, (ISBN 978-2-330-05875-3)